# André Bahia
André Luiz Bahia dos Santos Viana (Río de Janeiro, Brasil, 24 de noviembre de 1983) es un futbolista brasileño.. 

## Clubes
| Club               | País         | Año       |
| ------------------ | ------------ | --------- |
| Flamengo           | Brasil       | 2001-2004 |
| Palmeiras (cedido) | Brasil       | 2004      |
| Feyenoord          | Países Bajos | 2005-2011 |
| Samsunspor         | Turquía      | 2011-2012 |
| Botafogo           | Brasil       | 2013-2014 |
| Shonan Bellmare    | Japón        | 2015-2018 |

## Palmarés

### Campeonatos nacionales
| Título                   | Club        | País         | Año  |
| ------------------------ | ----------- | ------------ | ---- |
| Campeonato Carioca       | CR Flamengo | Brasil       | 2001 |
| Campeonato Carioca       | CR Flamengo | Brasil       | 2004 |
| Copa de los Países Bajos | Feyenoord   | Países Bajos | 2008 |